# Tejföl

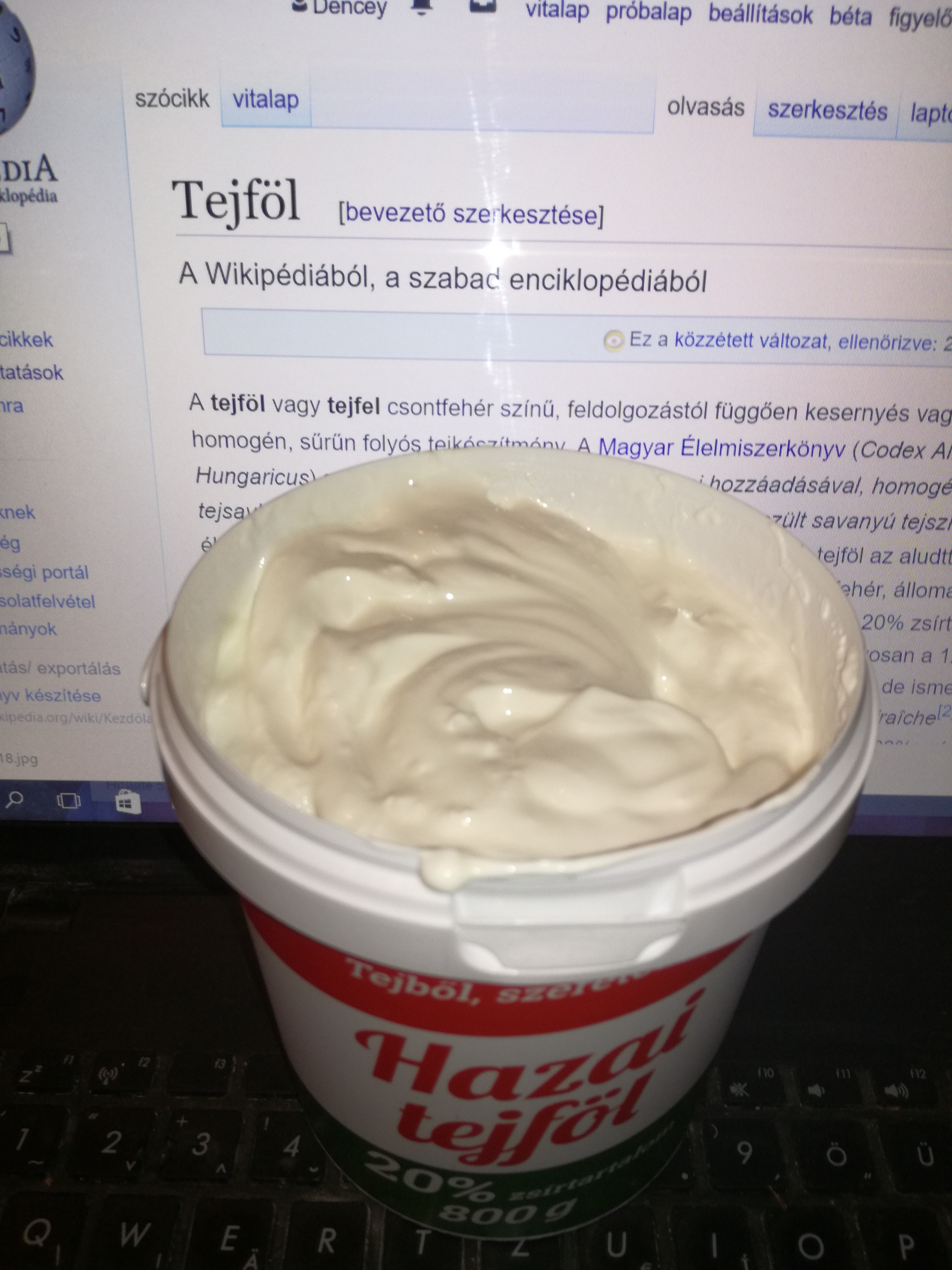
20% zsírtartalmú magyar tejföl

A tejföl vagy tejfel csontfehér színű, feldolgozástól függően kesernyés vagy savanykás ízű, homogén, sűrűn folyós tejkészítmény. A Magyar Élelmiszerkönyv (Codex Alimentarius Hungaricus) szerint: „A tejföl tejből, tejszín vagy vaj hozzáadásával, homogénezéssel és tejsavbaktérium-színtenyészettel végzett, alvasztással készült savanyú tejszín.”
A magyar élelmiszerszabvány szerint a tejföl kizárólag tejből készülhet. A tejföl az aludttej föle, annak zsírtartalma, azaz savanyútejszín. A jó minőségű tejföl színe hófehér, állománya sűrűn folyó, krémes, íze enyhén savanykás. Zsírtartalma legalább 10%; de 20% zsírtartalom alatt félzsíros tejföl a hivatalos megnevezése. Magyarországon hagyományosan a 12, 20, ritkábban 10 vagy 16% zsírtartalmú készítmények kerülnek forgalomba, de ismertek magasabb zsírtartalmú változatai, mint például a francia eredetű crème fraîche aigre, ami legalább 30% tejzsírt tartalmaz. 
A tejben a zsír zsírgolyócskák formájában van jelen, amiket egy hőre érzékeny fehérjemembrán vesz körül. A zsírgolyócskák átlagos átmérője tejben 2-4 mikrométer.

## Helyesírása
A tejföl és a tejfel több alakú magyar szó, hasonlóan csend-csönd, fel-föl, csepp-csöpp, zsemle-zsömle, seprű-söprű vagy a veder-vödör szavainkhoz. Mindkét forma helyes. A tejföl valódi összetett szavunk: tej + föl, vagyis a tejnek a föle, felszíne.

## A tejföl tejipari gyártása
A friss tej egy idő után magától feladja zsírtartalmának jelentős részét. Ezt nevezik a természetes vagy spontán felfölöződésnek, azonban ipari méretben nem alkalmazható ilyen lassú szétválasztás. A tejföl ipari gyártása az alvasztás és a fölözés technológiai művelettel történik, amelynek során a folyékony tej, tejszín stb. kocsonyás (gél) állapotba megy át. Megkülönböztetünk oltó hatására bekövetkező oltós alvadást, sav hatására lejátszódó savas alvadást, valamint oltó és sav együttes hatására végbemenő vegyes alvadást. A Codex Alimentarius Hungaricus szerint a fölözés technológiai művelete a „tejnek, savónak stb. zsírban dús és sovány részre való szétválasztása gépi úton”.
A tejföl édes tejszínből savanyítással készül. Csontfehér színű, kellemes, aromásan savanyú ízű, jellegzetes szagú, homogén, sűrűn folyós készítmény. Zsírtartalma 16 %. A tejszínt a zsírtartalom beállítása után 75°C-ra melegítik, és 100-160 bar nyomáson homogénezik a felfölöződés és a savóeresztés megelőzéséhez, és a kívánt állományszilárdság eléréséhez. A beoltáshoz, (a savanyításhoz és aromaképzéshez) vajkultúrát, (tejsavbaktérium-színtenyészetet) használnak. A szilárd állomány eléréséhez poharas alvasztást, habart tejföl készítésekor tankos alvasztást alkalmaznak.

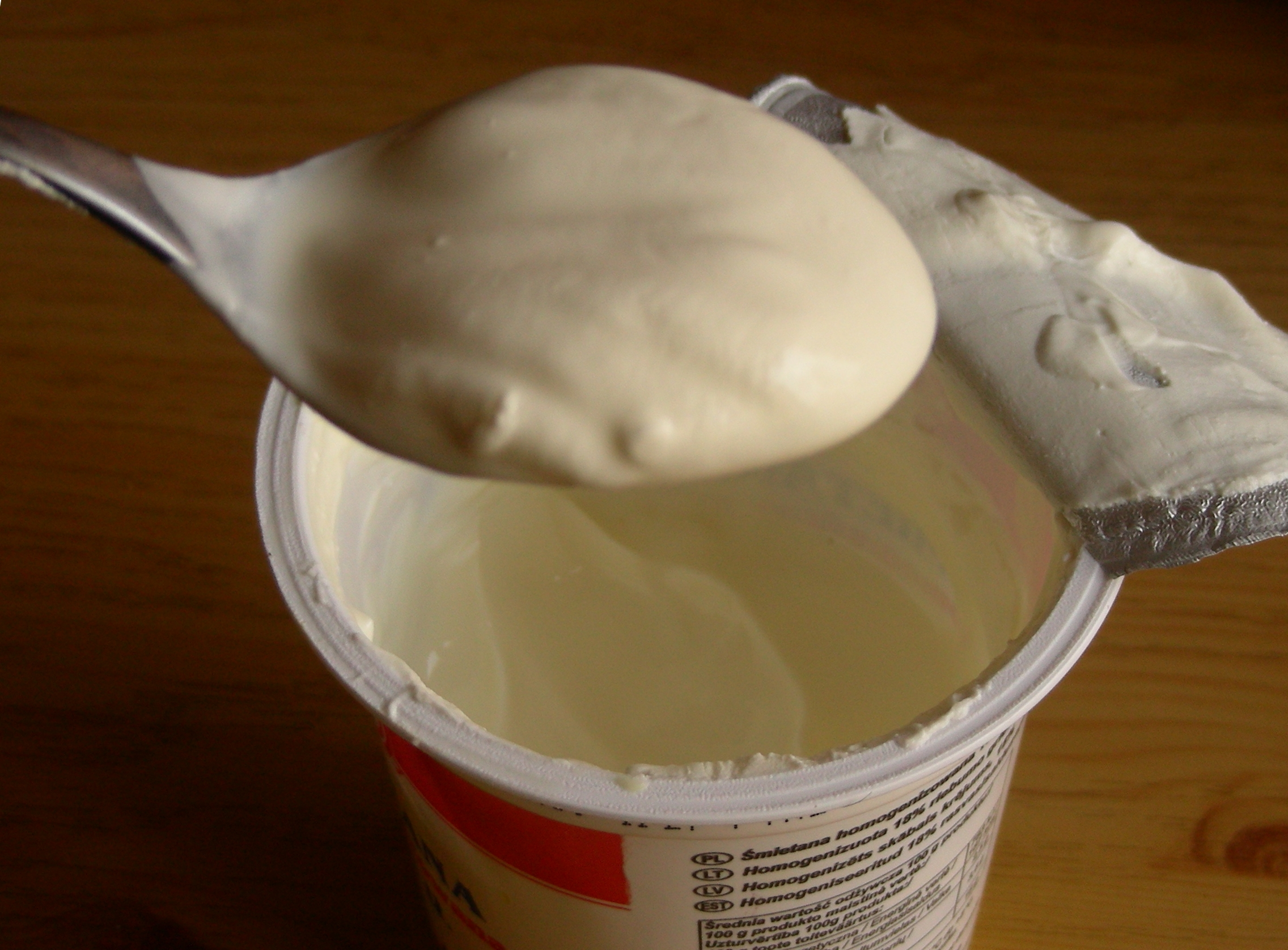
Lengyel gyártású tejföl

A tejföl a zsírtartalom szerint lehet:
- 10-15% saure sahne, sauerrahm, sour cream
- 15% Crème légère
- 16% tejföl
- 18% extra tejföl
- 20-29% schmand, cметана
- 30-40% crème fraîche

A tejföl fehérjetartalma: 3,3−3,4%, szénhidráttartalma: 3,9−4,0%, zsírtartalma legtöbbször 12, 16 vagy 20%, tejsavtartalma: kb. 0,8%. A tejszín és a belőle savanyítással előállított tejföl aromaanyagait ugyanúgy, mint a vajnál, elsősorban az acetaldehid, a diacetil, az aceton, a szabad zsírsavak és más aldehidek, ketonok, valamint a metil-szulfid alkotják.
A Magyar Élelmiszerkönyv (Codex Alimentarius Hungaricus) 2-51 számú irányelve alapján:
- Az utóhőkezelt tejföl esetén is használható a tejföl megnevezés, de az utóhőkezelés tényére utalni kell,
- A megnevezésben utalni kell a zsírtartalomra, tejföl (min. 12% zsírtartalom)
- Félzsíros tejföl esetén a jelölésen a zsírfokozatot is fel kell tüntetni.

## A tejföl hagyományos készítése
Ha a friss tejet szobahőmérsékleten (a konyhában) néhány óráig állni hagyják, a tetejére feljön a tejszín. Ez az anyag nagy százalékban tartalmaz tejzsírt (35-38%). Egy liter jó minőségű tejből általában fél-egy deciliter tejszín képződik. A tej felszínéről kanállal lehet lemerni. A tejföl hagyományosan a megsavanyodott aludttej tetején összegyűlt vastag zsíros föl leszedésével készül. A megsavanyodott aludttejből melegítés után készül a túró. A tejet magas cserépedényben félreállítva hagyják „megaludni” oly módon, hogy a friss fölözetlen tejet, amiről nem szedték le a tejszínt, meleg, de nem forró helyen állni hagyják, és 1-2 nap múlva aludttej lesz belőle. Az aludttejet nem takarják le, mert akkor megkeseredik. Régebben az aludttej ételként szolgált, vagy pedig szétválasztották tejfölre és sovány aludttejre. Nyáron 2-3 nap alatt, télen 6-7 nap alatt adta le a fölét. Az aludttej tetején képződő zsíros réteget óvatosan leszedték, és ezáltal 1,5-2 dl tejfölt nyertek.
A tejföl is a magyar konyha egyik alapvető alapanyagává vált.

## Tejföl vaj nélkül
Manapság a tejfölök olcsóbban gyártható utánzataként alacsony zsírtartalmú tej és növényi zsiradék felhasználásával készült termékeket is forgalomba hoznak, a tejfölhöz hasonló csomagolással és elnevezésekkel, például frissföl, krémföl.

## Tejföl a gasztronómiában

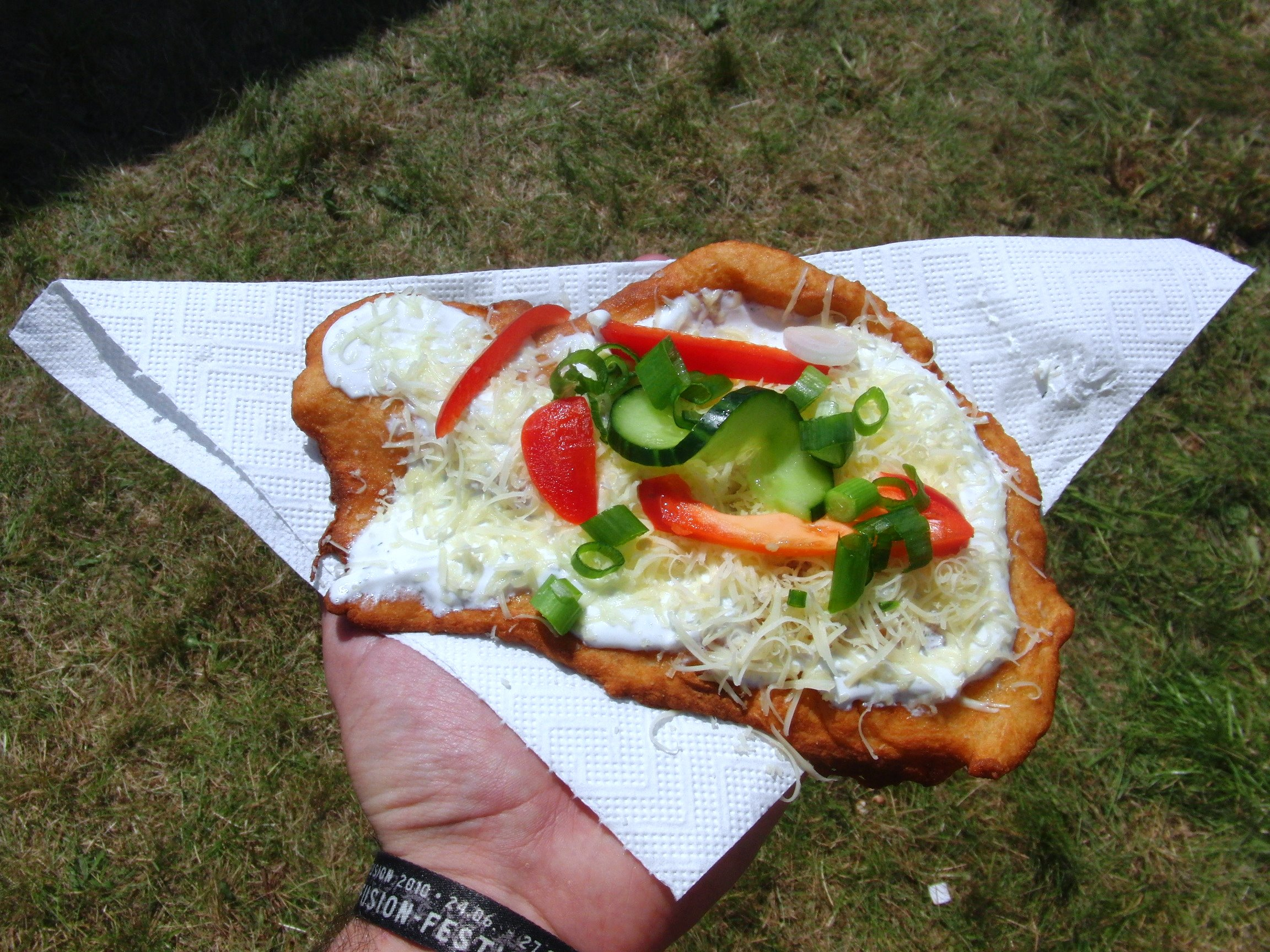
Tejfölös lángos

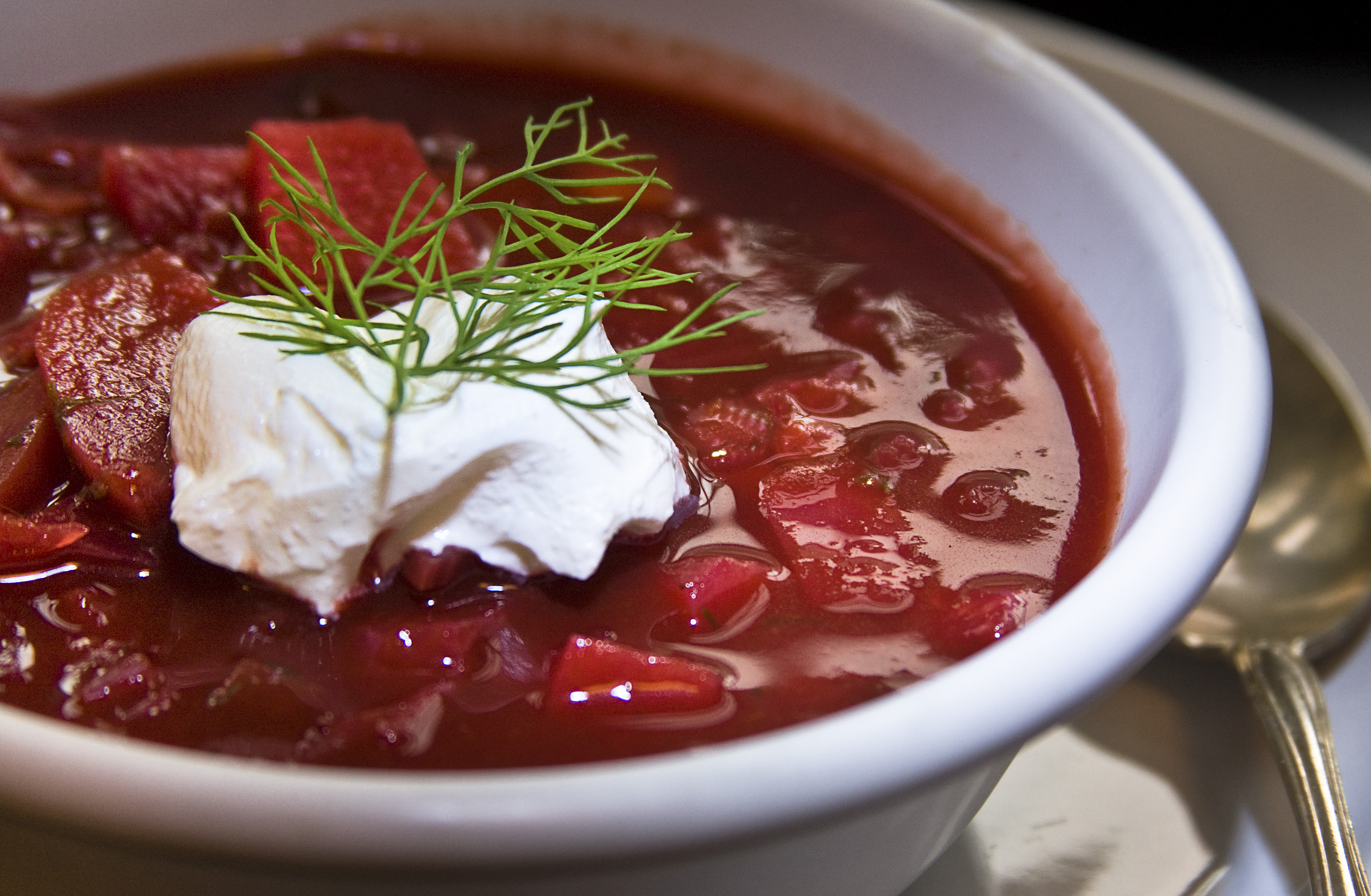
Egy tál orosz borscs szmetanával

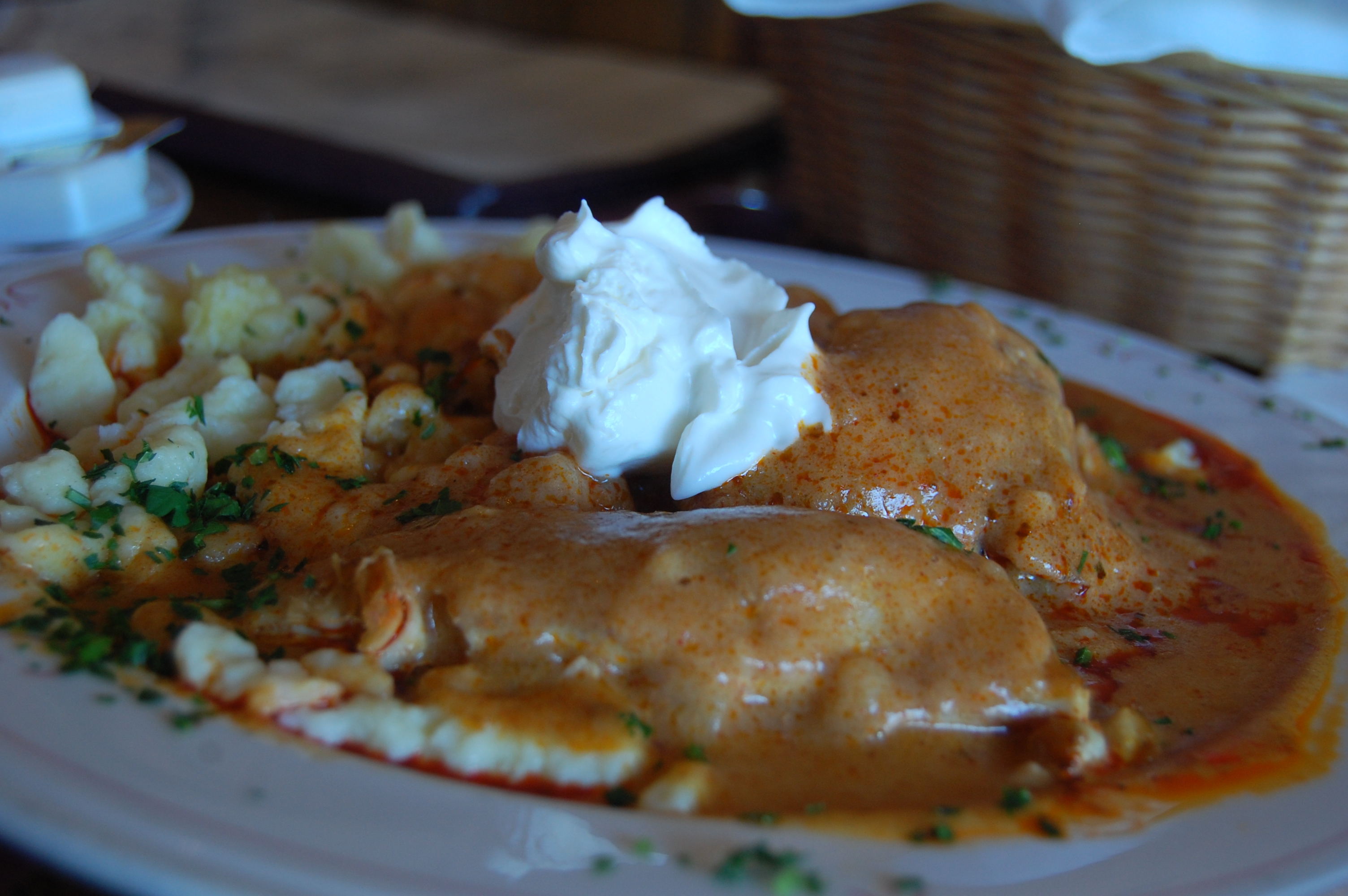
Paprikás csirke tejfölösen

A tejföl eredetileg minden bizonnyal Oroszországból származott, innen terjedt el előbb Európa, azután a világ országaiban.
Tejfölből a magyar gasztronómia az átlagosnál nagyobb mennyiséget használ, de a tejszín is jellegzetes ételízesítő. Jól harmonizál a borjú, a bárány ízével. Hagyományos magyar ételek, mint például a paprikás csirke, töltött, rakott, székelykáposzta, a túrós csusza, a sonkás kocka és a legtöbb édes tészta is tejföllel készül. Továbbá nagyon sokféle leveshez, mártáshoz és főzelékhez is felhasználják.
Magyarországon kívül számtalan konyha ismeri és használja a tejfölt. Azonban amit az angolok "sour cream"-nek hívnak, annak zsírtartalma általában 12-16% között van. Magyarországon a tejfölnek minimum 16%-os zsírtartalommal kell rendelkeznie. Tehát a magyar tejfölnek nem a "sour cream", hanem az orosz szmetana (сметана) felel meg.
Finnországban az egyik legáltalánosabban használt ételalapanyag. Az orosz és az ukrán konyha évszázadok óta ismeri, például a borscs egyik fontos eleme. A horvát konyhában a neve smetana. Németországban is általánosan ismert a tejföl Schmand, Saure Sahne vagy Sauerrahm néven, kiváltképp egyes tartományok helyi konyháiban (Hessen, Türingia stb.). A görög és bolgár konyha elsősorban saláták készítéséhez használja fel. A japán konyha egyes szusik készítéséhez használja. Érdekesség, hogy a kínai konyha nem használja a tejfölt, mert romlott tejnek tekintik.

## Aludttejjel és tejfölkészítéssel kapcsolatos magyar szólások
Az aludttej szobahőmérsékleten, külső beavatkozás nélkül a tejsavbaktériumok hatására megalvadó nyers tej. Régen a falusi háztartásokban a kemence tetején altatták a tejet, amiből lefölözés után lett a tejföl, aludttej, a túró alapanyaga. Kedvelt étel volt az aludttej. Az aludttej tetején megjelenő zsír a tejföl. A tejfölből köpülő segítségével nyerték a vajat. A köpülő fából készült edény, amelyben rúdon elhelyezett szárnyakat mozgatnak. Ettől kicsapódik a vaj a tejfölből. Melléktermékként visszamarad az író. Ugyancsak aludttejből készült a túró. Az aludttejet lassú tűzön felmelegítették, (fonnyasztották), ami ettől összecsomósodott, ezután leszűrték. Számtalan szólás keletkezett ebből a tevékenységből.
- Bajos már az aludttejből tejfölt csinálni.
- Megalszik a tej a szájában.
- Nem fenékig tejföl.
- Összement mint az aludttej.
- Szép mint a légy az aludttejben.
- Szereti a tejfölt, de nem akarja enni a szerdéket (aludttejet).

## A tejföl a kultúrában
- A Macskafogó című, 1986-ban bemutatott magyar rajzfilm egyik főszereplője, egy orosz kék fajtájú macska a Fritz Teufel nevet viseli; a vezetéknév önmagában is értelmes – ördögöt jelent, nyilván nem függetlenül a szereplő gonosz attitűdjétől –, de minden bizonnyal rezonál a tejföl, mint a macskák által hagyományosan kedveltnek tartott élelmiszer elnevezésével is.

## Kapcsolódó szócikk
- Tejszín